# Campeonato Asiático de Atletismo de 2011 - Revezamento 4x400 m masculino
A prova dos 4 x 400 metros estafetas masculino do Campeonato Asiático de Atletismo de 2011 foi disputada no dia 10 de julho de 2011 no Kobe Universiade Memorial Stadium em Kobe,  no Japão. 

## Recordes
Antes desta competição, os recordes mundiais e do campeonato nesta prova eram os seguintes:
|                       | Nome                                                        | Nacionalidade  | Tempo     | Local     | Data                 |
| --------------------- | ----------------------------------------------------------- | -------------- | --------- | --------- | -------------------- |
| Recorde mundial       | Andrew Valmon, Quincy Watts Butch Reynolds, Michael Johnson | Estados Unidos | 2m 54s 29 | Estugarda | 22 de agosto de 1993 |
| Recorde do campeonato | Kenji Tabata, Jun Osakada Shunji Karube, Masayoshi Kan      | Japão          | 3m 02s 61 | Fukuoka   | 1998                 |
| Recorde asiático      | Shigekazu Omori, Jun Osakada Koji Ito, Shunji Karube        | Japão          | 3m 00s 76 | Atlanta   | 3 de agosto de 1996  |

## Medalhistas
| Ouro                                                                    | Prata                                                                                        | Bronze                                                                              |
| Japão · Yusuke Ishitsuka · Kei Takase · Hideyuki Hirose · Yuzo Kanemaru | Arábia Saudita · Mohammed Ali Albishi · Hamed Al-Bishi · Y.I. Alhezam · Yousef Ahmed Masrahi | Irão Peyman Rajabi A. Ghelichizokhanou Ehsan Mohajer Shojaei Sajjad Hashemiahangari |

## Cronograma
Todos os horários são locais (UTC+9).
| Data        | Hora  | Evento |
| ----------- | ----- | ------ |
| 10 de julho | 17:35 | Final  |

## Final
A final da prova ocorreu dia 10 de julho às 17:35. 
| Posição           | Raia | Nacionalidade                                                                                  | Atletas        | Tempo   | Notas |
| ----------------- | ---- | ---------------------------------------------------------------------------------------------- | -------------- | ------- | ----- |
| Medalha de ouro   | 4    | Yusuke Ishitsuka, Kei Takase, Hideyuki Hirose, Yuzo Kanemaru                                   | Japão          | 3:04.72 |       |
| Medalha de prata  | 6    | Mohammed Ali Albishi, Hamed Al-Bishi, Y.I. Alhezam, Yousef Ahmed Masrahi                       | Arábia Saudita | 3:08.03 |       |
| Medalha de bronze | 2    | Peyman Rajabi, A. Ghelichizokhanou, Ehsan Mohajer Shojaei, Sajjad Hashemiahangari              | Irão           | 3:08.58 |       |
| 4                 | 7    | Prasanna Sampath Amarasekara, R.P. Imiya Mudiyansel, Kasun Kankanamlage, D.N.K. Ruppegoda Gama | Sri Lanka      | 3:09.26 |       |
| 5                 | 8    | Othman Al-Busaidi, Obaid Al-Quraini, Abdullah Al-Hidi, Ahmed Mohamed Al-Merjabi                | Omã            | 3:09.28 |       |
| –                 | 3    | Aymen Mohammed, Mohammed Jumaah, Kareem Al-Nashi, Karar Al-Abbody                              | Iraque         | –       | DSQ   |
| –                 | 5    | Davinder Singh, Jithin Paul, Premanand Jayakumar, Shake Mortaja                                | Índia          | –       | DSQ   |

Legenda
| Recorde mundial       | Recorde mundial (World record)               |                       | Recorde africano                      | Recorde africano (African) |                                           | Q | Classificado por posição (Qualified) |
| Recorde do campeonato | Recorde do campeonato (Championship record)  | Recorde da América    | Recorde da América (Americas)         | q                          | Classificado por melhor tempo (Qualified) |   |                                      |
| Melhor marca do ano   | Melhor marca do ano (World leading)          | Recorde asiático      | Recorde asiático (Asian)              | DNS                        | Não largou (Did not start)                |   |                                      |
| Recorde nacional      | Recorde nacional (National record)           | Recorde europeu       | Recorde europeu (European)            | DNF                        | Não terminou (Did not finish)             |   |                                      |
| Recorde pessoal       | Recorde pessoal do atleta (Personal best)    | Recorde da Oceania    | Recorde da Oceania (Oceania)          | DSQ / DQ                   | Desclassificado (Disqualified)            |   |                                      |
| Recorde da temporada  | Recorde da temporada do atleta (Season best) | Recorde sul-americano | Recorde sul-americano (South America) | NM                         | Sem marca (No mark)                       |   |                                      |